# Sérasker

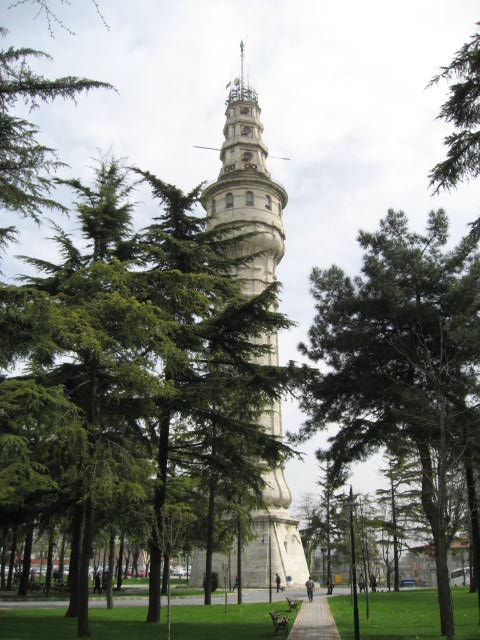
La tour du Séraskier à Istanbul, aussi nommée tour de Bayezid, fut érigée pour la surveillance des incendies.

Un sérasker (en turc serasker, du persan Sar-e Askar (سرعسكر) « chef de l'armée » formé du persan sar « tête, chef » et de l'arabe askar « soldat ») est un titre de l'Empire ottoman donné à officier militaire chargé du commandement en chef de l'armée pour une campagne. Plus tard, il fut donné au ministre de la défense.